# Westerbur
Westerbur is een dorp in de Duitse deelstaat Nedersaksen. Bestuurlijk maakt het deel uit van de gemeente Dornum, gelegen in de Landkreis Aurich. Het dorp ligt ruim een kilometer vanaf de Noordzeekust.
Westerbur is van oorsprong een warftendorp. De oudste vermelding als Westerbure zou al uit de achtste of negende eeuw stammen. De dorpskerk stamt uit 1753, en is gebouwd op de fundamenten van een oudere voorganger.